# Changuu
Changuu, também conhecida como Ilha da Prisão ou Kibandiko, é uma ilha localizada no arquipélago de Zanzibar, na Tanzânia, um dos poucos habitat das tartarugas gigantes Aldabra.

## História
Era desabitada até 1860, ano em que o primeiro sultão de Zanzibar, Majid bin Zaid, comprou a ilha, para utiliza-la como prisão de pessoas escravizadas, antes de envia-las para serem vendidas na Cidade de Pedra ou no exterior.
Em 1893, foi vendida para o capitão britânico e primeiro-ministro de Zanzibar, Lloyd Mathews, que construiu um complexo penitenciário na ilha, mas não o colocou em funcionamento. O complexo serviu como local de quarentena para os que contraíam a febre amarela, por um período de meio ano, depois foi desativado.

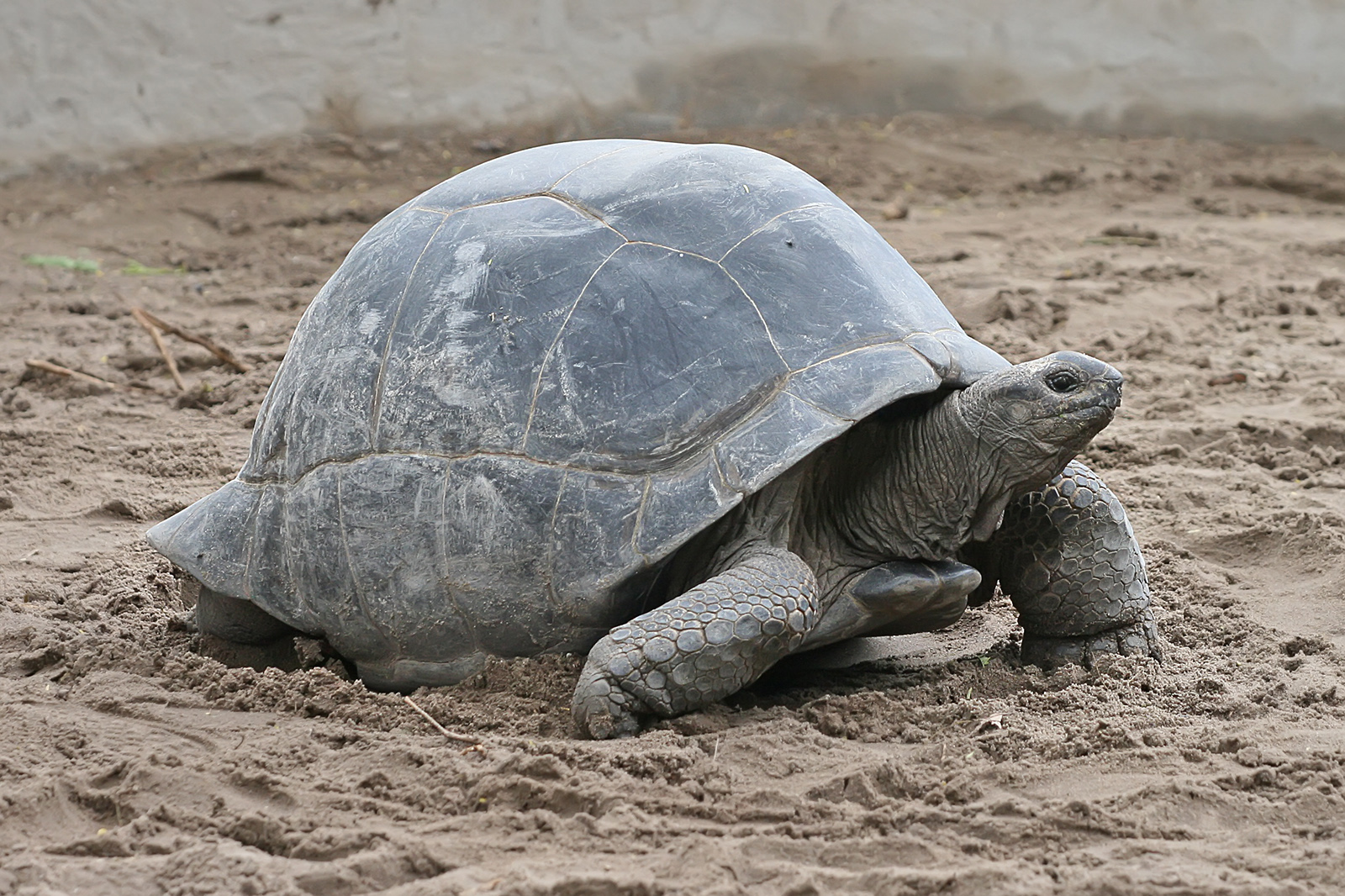
Tartarugas gigantes Aldabra

As tartarugas Aldabra foram introduzidas na ilha em 1919. Na década de 1950, a ilha abrigava em torno de 200 tartarugas, e em 1990, a população foi reduzida para 50. Verificou-se que as tartarugas estavam sendo caçadas e roubadas para comércio ilegal; Foi anunciado uma recompensa de US$ 500 para quem denunciasse a ação. A recompensa surtiu efeito, com a prisão de caçadores e a recuperação de algumas tartarugas.
Atualmente, a ilha pertence ao governo e é um local turístico, onde pode ser visto as tartarugas gigantes Aldabra. A taxa de entrada paga pelos turistas que visitam a ilha serve para comprar os vegetais e frutas que as alimentam e para a colocação de chip subcutâneo para rastreamento.

## Características
Recebeu este nome devido ao nome suaíli de um peixe que vive nas águas ao redor. A ilha possui aproximadamente 800 metros de comprimento e 230 metros de largura.